# Matzendorf-Hölles
Matzendorf-Hölles är en kommun  i Österrike. Den ligger i distriktet Wiener Neustadt-Land i förbundslandet Niederösterreich, 40 kilometer söder om huvudstaden Wien. 
Kommunen består av två orter (Ortschaften) (inom parentes invånarantal 1 januari 2024):
- Hölles (304)
- Matzendorf (1 833)